# سيدي فرج (سوق أهراس)
سيدي فرج بلدية في دائرة المراهنة في ولاية سوق أهراس.